# Учебный комплекс
Учебный комплекс (типовой учебный комплекс; лат. complexus — связь, сочетание) — совокупность учебных пособий для конкретного этапа обучения.

## Определение
Ряд специалистов определяют типовой учебный комплекс как совокупность учебных пособий для конкретного профиля или этапа обучения и реализующих идею дифференцированного управления учебной деятельностью преподавателя и учащихся.
Другие считают, что учебный комплекс — это открытая многоуровневая система дидактических средств обучения по конкретному предмету, создаваемая в целях наиболее полной реализации задач по этому предмету.

## История
В 1974 году А. Е. Дмитриев указал в своей статье, что учащиеся не получают из учебника достаточное количество заданий, которые бы прививали умения и навыки самостоятельной учебной работы, развивали интересы и способности учащегося. В учебниках мало заданий, требующих от учащегося самостоятельного наблюдения, приведения примеров, нахождения сходств и отличий сравниваемых явлений, поиска и раскрытия существенных признаков. А значит требуется создание комплексов учебных пособий с включением учебника-справочника, материалов для самостоятельного работы учащегося (рабочей тетради), материала для учителя (тематическое планирование, методические рекомендации, дополнительный дидактический материал), материала для самопроверки знаний и умений учащегося.
В 1980 году термин учебный комплекс определяется как система учебных пособий, взаимосвязанных между собой и содействующих решений учебных задач, позволяющий реализовать дифференцируемый подход к обучению учащихся. Учебные комплексы могут иметь в своём составе дидактический материал для индивидуальной работы с учащимися. В учебные комплексы входят учебники, сборники задач и упражнений, сборники контрольных работ, наборы таблиц и плакатов, учебные фильмы, справочники и словари для учителей и учащихся, научно-популярные книги и т. д.. Перед учебным комплексом ставится задача моделирования учебной деятельностью учащегося с помощью алгоритма заданий, контрольных и оценочных действий и мотивационных составляющих. 
С 1983 года учебный книжный комплекс оценивается как современная форма учебника.

## Структура учебного комплекса
Структура учебного комплекса может включать:
- учебник с дополняющими его пособиями; или
- учебник, книга для преподавателя, аудиовизуальное приложение, книга для чтения, сборник лабораторных работ, пособие по развитию устной и письменной речи, словарь и др. как равноправные компоненты.

## Учебный комплект vs учебный комплекс
С 1978 году используется понятие учебно-методический комплект, в который входит учебная, методическая и научно-популярная литература, дидактический материал, таблицы, карты, аудиовизуальные и иные средства.
Под учебно-методическим комплектом принято определять совокупность учебных пособий, обеспечивающих работу по конкретной предметно-методической линии учебников, изданных в одном ключе, одним издательством, каждая со своим назначением, использующихся совместно. Или как совокупность учебных пособий, специально изданных к одному учебнику, отвечающих требованиям единого подхода к организации процесса обучения предмету на основе конкретной учебной программы.
Под учебным комплексом определяется совокупность всех дидактических средств обучения, используемых преподавателем, то есть открытый перечень этих средств.
Таким образом, учебный комплект — для одной дисциплины, учебный комплекс — для целого курса (включая несколько дисциплин); учебный комплект — это серия книг одного издательства, учебный комплекс — серия книг различных издательств.

## Учебный комплекс vs учебно-методический комплекс
Принято определять учебный комплекс как совокупность учебный пособий для работы учащегося, а учебно-методический комплекс как совокупность учебных пособий учащегося и учителя, то есть с учётом дидактического (методического) материала для учителя.